# حمید گلی سنندجی
حمید گلی متولد ۸ اردیبهشت ۵۵ در سنندج از مردان شجاعی بود که پیشگام در خیزش ۱۴۰۱ ایران بود، او هم در سال ۸۸ و هم در ۹۸ از لیدرهای اصلی اعتراضات بود و به گفته دوستانش از مدتها تحت تعقیب بود به جرم به آتش کشیدن بیلبورد اتوبانی قاسم سلیمانی در پل رومی تهران، از آغازین روزهای اعتراضات در تجمعات انقلاب مهسا در خیابان بود.
در ۲۲ آبان ۱۴۰۱ در تجمعات ایستگاه متروی شریعتی بر اثر ضربات متعدد و کشنده باتوم مأموران امنیتی به سرش، به کما رفت و همان‌جا جان باخت، پیکرش را به بیمارستان تجریش بردند و آنقدر نگه داشتند تا خانواده مجبور به نوشتن نامه رضایت بشوند.
عاقبت پیکر حمید گلی به زادگاهش سنندج منتقل شد و در بهشت محمدی قطعه ۱۲ به خاک سپرده شد.
در برگه گواهی فوت حمید گلی ذکر شده که در اثر اصابت جسم سخت دچار خونریزی مغزی و شکستگی جمجمه شده است و در تصویری که او پیکر او به ثبت رسیده آثار ضرب و شتم و شکستی بر سر وی به وضوح دیده می‌شود.